# Посёлок Механизаторов (Владимирская область)
Механиза́торов — посёлок Муромского района Владимирской области Российской Федерации. С 2006 года — в составе городского округа Муром.

## География
Посёлок примыкает к Мурому с севера, с селу Якиманская Слобода — с запада, к селу Дмитриевская Слобода — с юга.

## История
Посёлок основан при Муромской машинно-тракторной станции, образованной осенью 1936 года, входил в состав Дмитриево-Слободского сельсовета. С 2005 года в составе городского округа Муром.

## Население
| 2002 | 2010  | 2021  |
| ---- | ----- | ----- |
| 2337 | ↘2227 | ↘1313 |

## Инфраструктура
ГБУЗ ВО Амбулатория посёлка Механизаторов

## Экономика
В посёлке расположен Муромский ремонтно-механический завод.